# Джованні Бузоні
Джованні Бузоні (італ. Giovanni Busoni, 2 січня 1913, Ліворно — 2 березня 1973, Ліворно) — італійський футболіст, що грав на позиції нападника.
Виступав, зокрема, за клуби «Торіно» та «Амброзіана-Інтер», а також олімпійську збірну Італії.
Чемпіон Італії.

## Клубна кар'єра
Народився 2 січня 1913 року в місті Ліворно. Вихованець футбольної школи клубу «Ліворно».
У дорослому футболі дебютував 1929 року виступами за команду клубу «Монтеваркі», в якій провів три сезони, взявши участь у 58 матчах чемпіонату.
Своєю грою за цю команду привернув увагу представників тренерського штабу клубу «Торіно», до складу якого приєднався 1932 року. Відіграв за туринську команду наступний сезон ігрової кар'єри. Більшість часу, проведеного у складі «Торіно», був основним гравцем атакувальної ланки команди.
1933 року уклав контракт з клубом «Ліворно», у складі якого провів наступні два роки своєї кар'єри гравця. Граючи у складі «Ліворно» також здебільшого виходив на поле в основному складі команди. У новому клубі був серед найкращих голеодорів, відзначаючись забитим голом в середньому щонайменше у кожній третій грі чемпіонату.
З 1935 року один сезон захищав кольори команди клубу «Наполі». Тренерським штабом нового клубу також розглядався як гравець «основи». З 1936 року два сезони захищав кольори команди клубу «Болонья». Тренерським штабом нового клубу також розглядався як гравець «основи». За цей час виборов титул чемпіона Італії.
З 1938 року один сезон захищав кольори команди клубу «Амброзіана-Інтер».
Згодом з 1939 по 1944 рік грав у складі команд клубів «Молінелла», «Асколі», «Болонья» та «Модена».
Завершив професійну ігрову кар'єру у клубі «Монтеваркі», у складі якого вже виступав раніше. Прийшов до команди 1946 року, захищав її кольори до припинення виступів на професійному рівні у 1947.
Помер 2 березня 1973 року на 61-му році життя у місті Ліворно.

## Виступи за збірну
1934 року захищав кольори олімпійської збірної Італії. У складі цієї команди провів 1 матч, забив 1 гол.

## Статистика виступів

### Статистика виступів у кубку Мітропи
| №                      | Розіграш               | Стадія                 | Дата та місце проведення | Команда 1              | Рахунок                                            | Команда 2        | Голи та інші дії |
| ---------------------- | ---------------------- | ---------------------- | ------------------------ | ---------------------- | -------------------------------------------------- | ---------------- | ---------------- |
| 1                      | 1937                   | 1/8                    | 13.06.1937, Болонья      | Болонья                | 1:2 [Архівовано 25 лютого 2021 у Wayback Machine.] | Аустрія (Відень) |                  |
| Всього в кубку Мітропи | Всього в кубку Мітропи | Всього в кубку Мітропи | Всього в кубку Мітропи   | Всього в кубку Мітропи | 1                                                  | Голи             | 0                |

## Досягнення
- Чемпіон Італії:

«Болонья»: 1936–1937